# Carlos Adolfo Sosa
Carlos Adolfo Sosa   (Buenos Aires, 21 de juliol de 1919 - Buenos Aires, 2 de març de 2009), conegut com a Lucho Sosa, fou un futbolista argentí de la dècada de 1920.
Fou 12 cops internacional amb la selecció argentina. Pel que fa a clubs, defensà els colors de Atlanta, Boca Juniors, RC Paris i Red Star.

## Referències

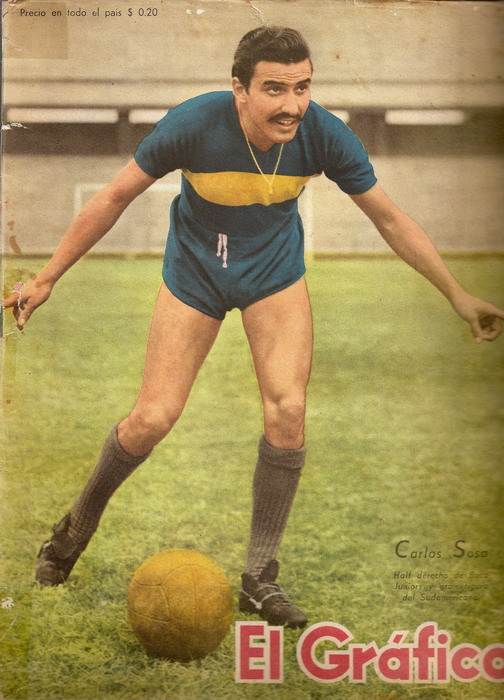
Carlos Sosa a Boca.